# Villa Saint-Michel
La villa Saint-Michel est une voie du 18e arrondissement de Paris, en France.

## Situation et accès
La villa Saint-Michel est une voie publique à sens unique située dans le 18e arrondissement de Paris. Elle débute au 46, avenue de Saint-Ouen et se termine au 61, rue Ganneron. Elle est située à proximité de la paroisse Saint-Michel (XVIIe arrondissement).

## Origine du nom

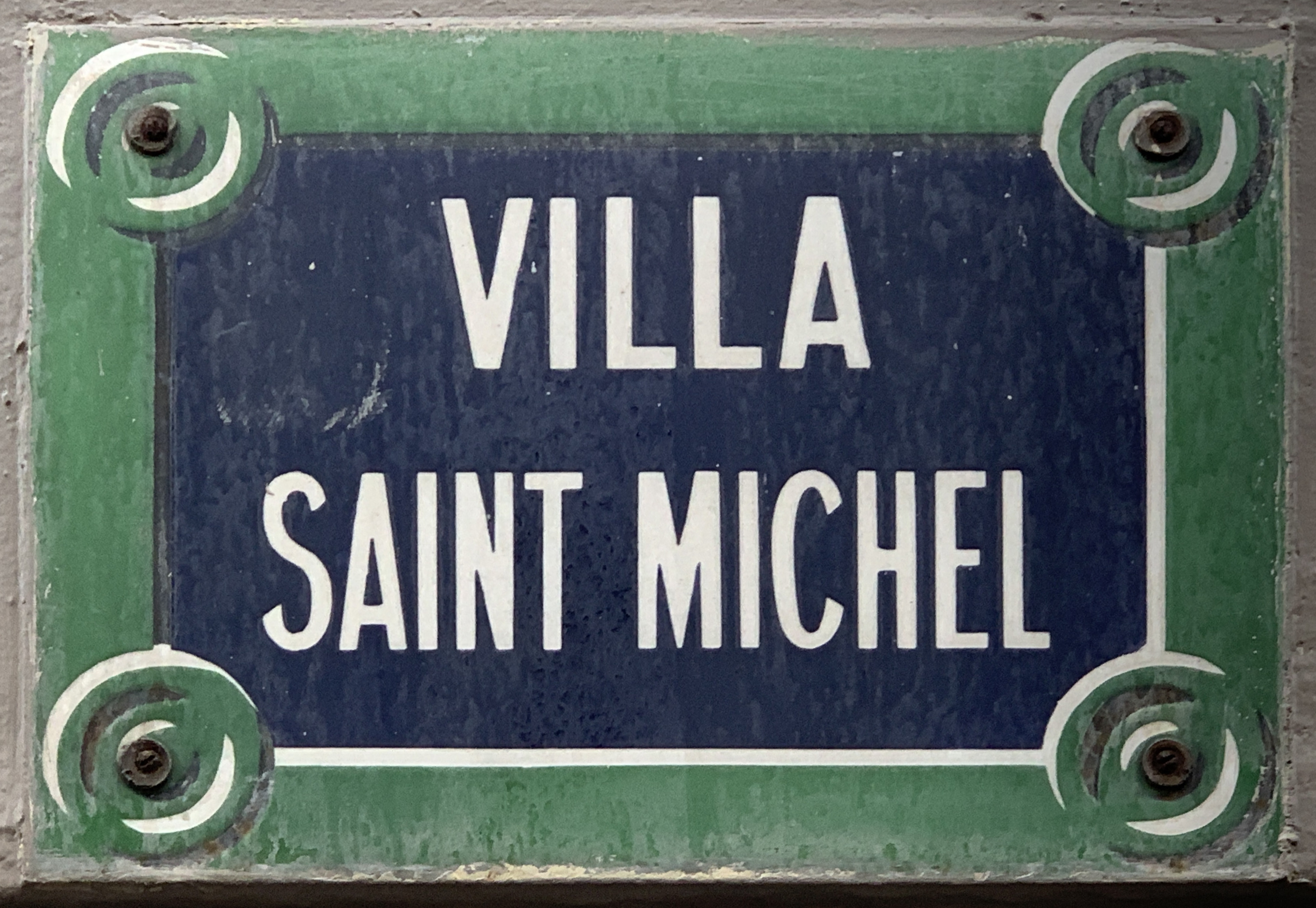
Plaque de la voie.

Elle porte ce nom en raison du voisinage de l'église Saint-Michel des Batignolles.  

## Historique
Cette voie est ouverte sous sa dénomination actuelle en 1856.